# Ubmas
Ubmas, enligt tidigare ortografi Upmas, är en sjö i Gällivare kommun i Lappland och ingår i Luleälvens huvudavrinningsområde. Sjön har en area på 16 kvadratkilometer och ligger 523 meter över havet. Sjön avvattnas av vattendraget Ubmasjåhkå. Det största tillflödet är Littákjåhkå som avvattnar sjöarna Sievgokjávrre och Gättsak uppströms. 

## Delavrinningsområde
Ubmas ingår i det delavrinningsområde (753104-155736) som SMHI kallar för Utloppet av Upmas. Medelhöjden är 609 meter över havet och ytan är 41,98 kvadratkilometer. Räknas de 8 avrinningsområdena uppströms in blir den ackumulerade arean 275,13 kvadratkilometer. Ubmasjåhkå som avvattnar avrinningsområdet har biflödesordning 2, vilket innebär att vattnet flödar genom totalt 2 vattendrag (Stora Luleälven, Luleälven) innan det når havet efter 380 kilometer. Avrinningsområdet består mestadels av skog (21 procent) och kalfjäll (40 procent). Avrinningsområdet har 16,16 kvadratkilometer vattenytor vilket ger det en sjöprocent på 38,5 procent.

## Galleri

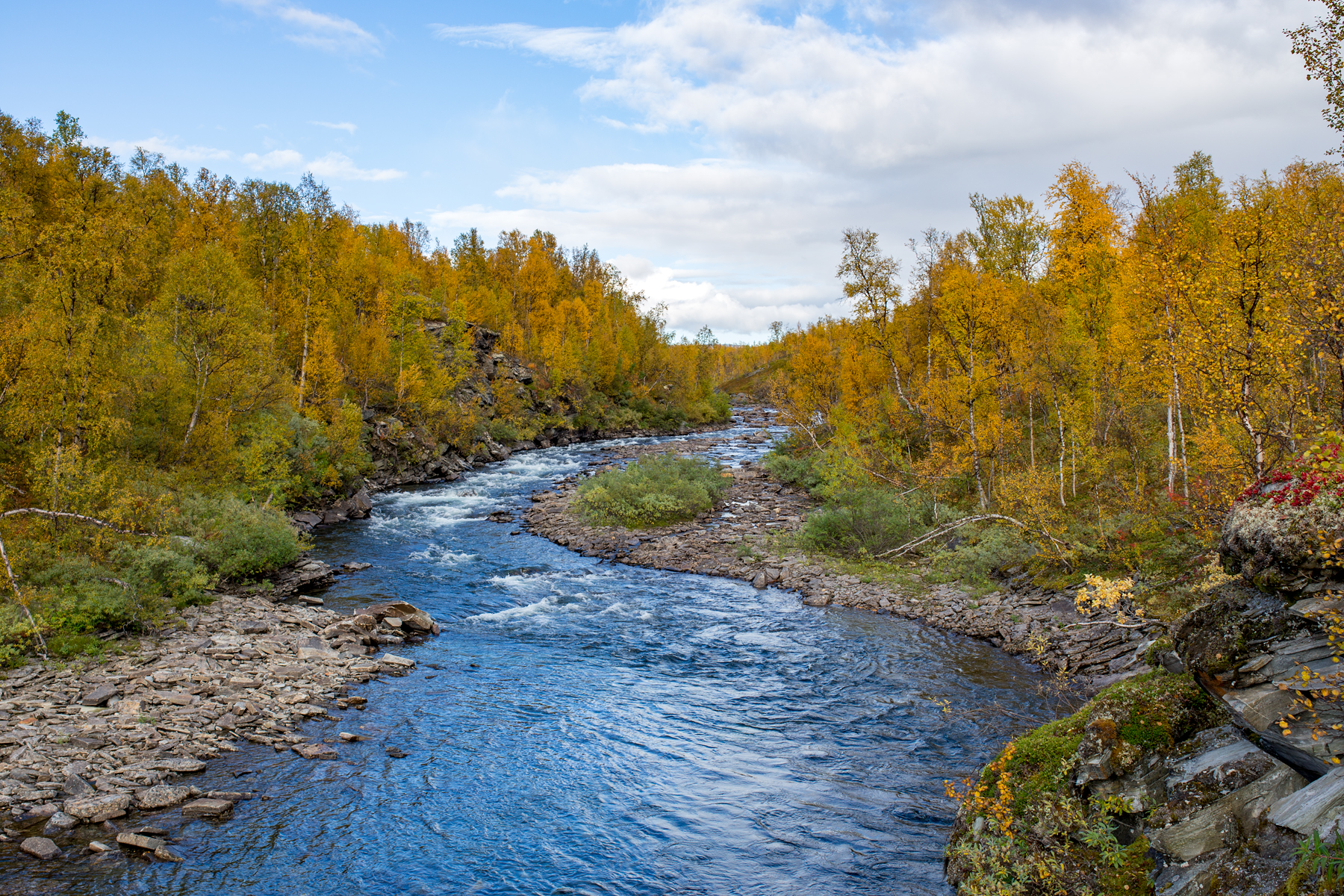
Ubmasjåhkå - vy från bron nära inloppet i Áhkájávrre.